# Њижњи Лхоти
Њижњи Лхоти (чеш. Nižní Lhoty) је насељено мјесто са административним статусом сеоске општине (чеш. obec) у округу Фридек-Мистек, у Моравско-Шлеском крају, Чешка Република.

## Становништво
Према подацима о броју становника из 2014. године насеље је имало 265 становника.